# Boubacar Barry (historiador)
Boubacar Barry (Guiné, 1943) é um historiador senegalês, professor de História Moderna e Contemporânea da Universidade Universidade Cheikh Anta Diop|Cheikh Anta Diop, em Dakar, Senegal. É reconhecido por suas contribuições aos estudos sobre a África Ocidental e por seu engajamento com a valorização das tradições orais como fontes históricas. Recebeu, em 2014, o Distinguished Africanist Award da African Studies Association e foi selecionado, em 2016, como membro honorário estrangeiro da American Historical Association (AHA). Em 1972 publicou o resultado de suas pesquisas de pós-graduação sob o título de “Le royaume du Waalo. Le Sénégal avant la conquête” (O reino do Waalo: o Senegal antes da conquista).

## Biografia
Barry nasceu na República da Guiné, em uma família da etnia Fula. Mudou-se para o Senegal durante os anos seguintes à independência da Guiné, integrando um grupo de estudantes das ex-colônias francesas que buscavam um ambiente acadêmico mais propício. O Contexto foi favorecido pelo governo do presidente Léopold Sédar Senghor, que incentivava a formação intelectual no país.
Iniciou sua carreira acadêmica na Universidade de Dakar, onde se destacou desde jovem. Em 1963, aos 20 anos, deu início às pesquisas em história, período no qual constatou a escassez de historiadores africanos engajados na construção de uma narrativa própria para o continente. A partir de 1968, sob a orientação do historiador francês Yves Person — referência nos estudos sobre a África Ocidental — aprofundou seus estudos e passou a integrar o movimento conhecido como "Escola de Dakar", que visava pensar a história africana a partir de uma perspectiva endógena.
Formado em História pela Universidade de Dakar em 1967, obteve o grau de mestre no ano seguinte. Em 1971, defendeu seu doutorado na Universidade Paris 1 Panthéon-Sorbonne, na França, também sob a orientação de Yves Person. Sua tese, que abordava o reino do Waalo — um pequeno estado localizado na atual região norte do Senegal — tornou-se referência nos estudos africanos.

## Atuação acadêmica
Barry foi membro do Instituto Fundamental da África Negra I.F.A.N. e teve papel relevante como sócio-fundador e secretário-geral  da Association des Historiens Africains entre 1972 e 1980. Lecionou em diversas instituições internacionais, incluindo universidades no Brasil, e colaborou com centros acadêmicos importantes como o Conselho para o Desenvolvimento da Pesquisa em Ciências Sociais na África - CODESRIA.
Foi bolsista do Wilson Center, em Washington, e suas pesquisas contribuíram para a disseminação da nova historiografia africana, pautada pela valorização das fontes locais e da diversidade étnico-cultural do continente.

## Obras selecionadas
- Le royaume du Waalo. Le Sénégal avant la conquête (1972);

- Senegambia and the Atlantic Slave Trade (Cambridge Univ. Press, 1998, publicado originalmente em francês em 1988);
- Senegâmbia: O desafío da história regional (2000);
- A Senegâmbia do século XVI ao XVIII: A evolução do Wolofes, dos Sereres e do Tucolores (publicado originalmente em 1992).